# Bay Harbor Islands
Bay Harbor Islands é uma vila localizada no estado americano da Flórida, no condado de Miami-Dade. Foi incorporada em 1947.

## Geografia
De acordo com o United States Census Bureau, a vila tem uma área de 1,4 km², onde 1 km² estão cobertos por terra e 0,4 km² por água.

### Localidades na vizinhança
O diagrama seguinte representa as localidades num raio de 8 km ao redor de Bay Harbor Islands.

## Demografia
Segundo o censo nacional de 2010, a sua população é de 5 628 habitantes e sua densidade populacional é de 5 432,46 hab/km². É a quarta localidade mais densamente povoada da Flórida. Possui 3 199 residências, que resulta em uma densidade de 3 087,85 residências/km².

## Geminações
A cidade de Bay Harbor Islands é geminada com a seguinte municipalidade:
- Marechal Deodoro, Alagoas, Brasil